# Tamilski revolucionarji
Tamilski revolucionarji (angleško Ealam Revolutionary Organizers; EROS) je bila tamilska komunistična teroristična skupina, ki se je borila za ustanovitev neodvisne, komunistične tamilske države. Ustanovljena je bila leta 1975.
Leta 1981 se je iz skupine izločila Revolucionarna osvobodilna fronta eelanskega ljudstva (Eelam People’s Revolutionary Liberation Front; EPRLF).

## Povezave z drugimi terorističnami skupinami
- LTTE
- PLO